# Llengües semítiques meridionals
Les llengües semítiques meridionals constitueixen una branca de la família semítica àmpliament acceptada com a grup filogenètic vàlid.
El semític meridional es divideix en tres branques, les llengües sud-aràbiques epigràfiques, les llengües sud-aràbiques modernes i les llengües etiòpiques (parlades a la banya d'Àfrica, concretament a Etiòpia i Eritrea). Les llengües etiòpiques són demogràficament més importants i sumen la major part dels parlants de semític meridional.